# OFTP
O OFTP (do inglês, Odette File Transfer Protocol) é um protocolo utilizado para troca eletrônica de documentos entre dois parceiros, geralmente utilizado em aplicações de EDI.
É um protocolo internacional para troca eletrônica de dados (EDI) criado pela indústria automobilística européia para padronizar a forma como os arquivos seriam trafegados. Hoje o OFTP é conhecido no mundo todo e utilizado por grandes empresas e organizações.

## Vantagens
- É um padrão internacional. Se a empresa precisar integrar o seu sistema com outros, bastaria informar qual o padrão utilizado. Diferentemente do que ocorreria se fosse utilizado um sistema não padronizado onde apenas faz o tráfego de bytes via TCP, assim, a empresa ficaria dependente do fornecedor para outros produtos.
- O padrão OFTP foi escrito para ser automatizado e não um processo manual
- O padrão prevê integração com redes TCP/IP, X.25 e ISDN